# Арбузинский район
Арбузи́нский райо́н (укр. Арбузинський район) — упразднённая административная единица на севере Николаевской области Украины. Административный центр — посёлок городского типа Арбузинка. Основные реки — Южный Буг, Мертвовод, Арбузинка, Корабельная.

## География
На территории района расположен региональный ландшафтный парк «Гранитно-Степное Побужье». Поблизости от впадения в реку Мертвовод притока Арбузинки расположено заповедное урочище «Трикратский лес».

## История
21 января 1959 года к Арбузинскому району была присоединена часть территории упразднённого Лысогорского района. Упразднён 30 декабря 1962 года, восстановлен 8 декабря 1966 года.

## Демография
Общее количество населения 19,6 тыс. чел.

## Населённые пункты
Список населённых пунктов района находится внизу страницы
Ликвидированы:
- с. Аркадиевка (укр. Аркадіївка), ликв. в 1970-х годах
- с. Гридневка (укр. Гриднівка), ликв. в 1970-х годах
- с. Новоблагодатное (укр. Новоблагодатне), ликв. в 1970-х годах
- с. Новокрасновское (укр. Новокраснівське), ликв. в 1980-х годах
- с. Осыковая Балка (укр. Осикова Балка), ликв. в 1980-х годах
- с. Зелёный Берег (укр. Зелений Берег) присоединено к с. Агрономия 18.11.1986 г.
- с. Корабельное (укр. Корабельне) присоединено к с. Воеводское 18.11.1986 г.
- с. Трудофадеевка (укр. Трудофадіївка), ликв. в 1970-х годах
- с. Хмаровка (укр. Хмарівка), ликв. в 1970-х годах